# Isabel Clark Ribeiro
Isabel Clark Ribeiro, née le 24 octobre 1976, est une snowboardeuse brésilienne. 

## Biographie
Elle est active sur le circuit mondial depuis 2000. Elle est originellement spécialiste du slalom et du slalom géant parallèle puis elle se redirige ensuite vers le cross.
Elle a participé aux Jeux olympiques d'hiver de 2006 à Turin, se classant neuvième, aux Jeux olympiques d'hiver de 2010 à Vancouver, où elle est la porte drapeau de l'équipe brésilienne et aux Jeux olympiques d'hiver de 2014, où elle est quatorzième.

## Palmarès

### Jeux olympiques
| Épreuve / Édition | Turin 2006 | Vancouver 2010 | Sotchi 2014 |
| Snowboardcross    | 9e         | 19e            | 14e         |

### Coupe du monde
- Meilleur classement en snowboardcross : 13e en 2009.